# Кордильера-де-Гуанакасте
Кордильера-де-Гуанакасте или Кордильера-Вольканика (исп. Cordillera de Guanacaste) — горный хребет в Коста-Рике.
Хребет Гуанакасте расположен на западе Коста-Рики на территории провинций Алахуэла и Гуанакасте к югу от озера Никарагуа. На востоке от Центральной Кордильеры хребет отделён рекой Бальса. Гуанакасте — южная часть Кордильер Северной Америки и Американского водораздела. В восточной части выделяют Сьерра-де-Тиларан или Сьерра-Минера, небольшой массив с вулканами Ареналь и Чато. В горах Гуанакасте расположено пресное озеро Коте, крупнейшее в Коста-Рике.
Высшая точка — вершина вулкана Миравальес (2028 м). Другие стратовулканы — Тенорио (1916 м) и Ринкон-де-ла-Вьеха (1895 м). Хорошо известен спящий около 400 лет до 1968 года вулкан Ареналь. Небольшое землетрясение 29 июля 1968 года сделало его одним из самых активных в Центральной Америке. Извержения Ареналя хорошо видны из столицы Сан-Хосе.
Климат на северо-восточных склонах более тёплый и дождливый из-за пассатов Карибского моря. Юго-западные тихоокеанские склоны более прохладные, с ярко выраженным сухим сезоном.
На территории Гуанакасте образовано несколько национальных парков. Одноимённая охраняемая территория включена в список Всемирного наследия ЮНЕСКО.
Геотермальная энергия вулканических полей Гуанакасте составляет 18 % вырабатываемой электроэнергии Коста-Рики, часть её экспортируется в Никарагуа и Панаму.

## Галерея
- Вулкан Миравальес
- Пик Ороси
- Ринкон-де-ла-Вьеха
- Вулканическое озеро в кратере Ринкон-де-ла-Вьеха